# Patrik Lörtscher
Patrik Lörtscher (19 marzo 1960) è un giocatore di curling svizzero.

## Biografia
Partecipò all'età di 37 anni ai XVIII Giochi olimpici invernali edizione disputata a Nagano (Giappone) nel 1998, riuscendo ad ottenere la medaglia d'oro nella squadra svizzera con i connazionali Patrick Hürlimann, Daniel Müller, Diego Perren e Dominic Andres.